# Amolops daiyunensis
Espèce
Synonymes
- Staurois daiyunensis Liu & Hu, 1975

Statut de conservation UICN

 NT  : Quasi menacé
Amolops daiyunensis est une espèce d'amphibiens de la famille des Ranidae.

## Répartition
Cette espèce est endémique du Fujian en République populaire de Chine,.

## Étymologie
Son nom d'espèce, composé de daiyun et du suffixe latin -ensis, « qui vit dans, qui habite », lui a été donné en référence au lieu de sa découverte, les monts Daiyun.

## Publication originale
- Liu & Hu, 1975 : Report on three new species of Amphibia from Fujian Province. Acta Zoologica Sinica, vol. 21, p. 265-271.